# Carence alimentaire en sélénium
La carence alimentaire en sélénium est un manque dans le corps de l'oligo-élément essentiel qu'est le sélénium.
Les personnes les plus menacées par une carence en sélénium sont en particulier celles qui vivent dans des régions au sol particulièrement pauvre en sélénium, et les personnes qu'il faut alimenter sur une longue durée artificiellement, par voie parentérale.
La carence en sélénium provoque une diminution des fonctions d'enzymes dépendant du sélénium, qui apparaissent dans presque tous les organes. Elle peut donc causer des perturbations de divers systèmes organiques. Par exemple, les enzymes du groupe des glutathion peroxydases, qui jouent un grand rôle dans le contrôle du stress oxydant, ainsi que certaines désiodases (enzymes capturant l'iode), importantes pour l'action des hormones thyroïdiennes sur les cellules du corps, contiennent du sélénium, et dépendent donc de sa disponibilité pour être formées.
Ce n'est que dans la seconde moitié du XXe siècle que l'importance du sélénium pour les processus métaboliques de l'homme a été mise en évidence, et tout d'abord de façon préliminaire. La première maladie pour laquelle il a été démontré sans nul doute qu'elle est causée par une carence en sélénium est la maladie de Keshan. C'est une maladie du myocarde, où de plus la présence de certains virus joue un rôle important. La maladie de Keshan peut être évitée à titre préventif ou curatif par l'administration de sélénium. D'autres maladies indiscutablement provoquées par la carence en sélénium peuvent être atténuées par l'administration de sélénium.
Les résultats scientifiques sur les conséquences de la carence en sélénium pour de nombreux systèmes d'organes sont encore partiellement contradictoires. Certaines maladies, pour lesquelles une carence en sélénium n'a (pour l'instant) pas été mise en évidence, répondent cependant à l'administration de sélénium. Mais il n'y a pas de recommandation consensuelle pour cette administration dans le traitement de ces maladies. De même, les indications sur les doses de sélénium que devraient absorber journellement des individus sains sont variables.
L'opposé de la carence en sélénium — l'excès de sélénium — est désigné par sélénose.

## Les bases
Le sélénium pénètre dans la chaîne alimentaire en étant assimilé dans le sol par des plantes, sous forme minérale et transformé par elles en  composés organiques. La concentration en sélénium des plantes dépend ainsi non seulement de sa concentration dans le sol (les sols pauvres en sélénium sont les sols acides ou d'origine volcanique), mais est aussi influencée de manière négative par la présence simultanée d'autres éléments (tels que soufre, aluminium ou fer).

### Métabolisme du sélénium chez l'homme
On trouve du sélénium dans tous les tissus — la quantité totale moyenne étant de 10  à   20 mg : environ 60 % dans les reins, le foie et les muscles, ainsi que 30 % autres dans le squelette. On ne connaît pas jusqu'à présent la quantité optimale de sélénium à fournir au corps humain pour son approvisionnement en oligo-élément essentiel.

#### Absorption et besoins

L-Sélénométhionine

L-Sélénocystéine

L'absorption du sélénium par le tube digestif dépend de sa valence dans le composé chimique par lequel il est apporté, et non de l'état de ce dernier. Le taux d'absorption se situe entre 50  et   100 %. Il est particulièrement haut pour le sélénite de sodium (Na2SeO3) et un peu moins pour la sélénométhionine (C4H9NO2Se) ou la sélénocystéine (C3H7NO2Se),. Les sociétés pour l'alimentation recommandent en Allemagne (DGE, Société allemande pour la nutrition), en Suisse (SGE/SVE), et en Autriche (ÖGE) de 30  à   70 µg/j (jusqu'à 300 µg/j au plus),. Aux États-Unis, on recommande 55 µg/j pour les femmes et 70 µg/j pour les hommes, et entre 5  et   60 µg/j pour les enfants, en fonction du poids et de l'âge,. Pour ces recommandations, il s'agit de valeurs estimées, fondées sur l'activité d'une enzyme nécessitant absolument du sélénium (la glutathion peroxydase). L'activité de cette enzyme dans le sérum sanguin (GPX 3) atteint sa valeur maximale quand l'apport journalier est de 1 µg par kg de masse corporelle, tandis que la concentration optimale de la protéine de transport sélénoprotéine P dans le sérum n'est atteinte que pour un apport bien plus élevé. Il est sûr que des symptômes de carence apparaissent pour une longue période d'apports inférieurs à 10 µg/j, ainsi que des signes d'empoisonnement (sélénose) pour des apports au-dessus de 400  à   800 µg/j,,.
Les aliments riches en sélénium sont la viande, les tripes (les reins pour 1 200 µg/100 g, le foie pour 800 µg/100 g), le poisson, les fruits de mer, le lait (30 µg/1 000 g), le fromage (60 µg/100 g), les œufs (40 µg/100 g), les champignons, les produits à base de céréales (40 µg/100 g) et les légumineuses,,. Environ 28 % de l'apport en sélénium provient de la viande, en particulier de la viande de porc ; environ 16 % des œufs. Les régions avec un contenu particulièrement faible en sélénium dans le sol sont des parties de la Scandinavie, de la Chine et de la Nouvelle-Zélande. La diète japonaise traditionnelle avec beaucoup de poisson et de riz est considérée comme riche en sélénium. Les noix d’Amazonie ont un contenu en sélénium particulièrement élevé (les données varient entre 800  et   8 300 μg/100 g), et le sélénium y possède une disponibilité biologique considérable.
L'estimation de la situation d'approvisionnement en Allemagne n'est pas présentée de façon univoque dans la littérature, elle va de « zone de carence » à « assurée »,,. Il y a des indications sur le fait qu'environ 70 % de la population en Allemagne n'absorbe pas assez de sélénium (avec une médiane de 40 µg/j). Selon une autre source, la prise médiane en Allemagne serait pour les hommes de 46 µg/j et pour les femmes de 39 µg/j. Aux États-Unis, elle serait entre 60  et   200 µg/j.

#### Transport
Dans le sang, le sélénium est transporté fixé à des protéines du plasma. Par cette voie, il arrive à tous les tissus (y compris les cheveux et les os),. Plus de 60 % du sélénium est lié à la glycoprotéine sérique sélénoprotéine P (dans de bonnes conditions d'alimentation, jusqu'à 10 atomes par molécule),.

#### Stockage
Le sélénium est stocké dans le corps sous forme de sélénométhionine, et de là, mobilisé selon les besoins. Par contre, c'est la sélénocystéine qui est biologiquement active. On ne trouve pas de sélénium non lié dans le corps. La protéine de transport sélénoprotéine P semble aussi avoir une importance notable pour le stockage.

#### Excrétion
L'excrétion du sélénium dépend de l'état du corps pour le sélénium, elle a lieu plus rapidement en cas de suralimentation. Le sélénium est éliminé en premier lieu par l'urine, mais aussi par les fèces. En particulier en cas de prise abondante, il est en plus éliminé sous forme de séléniure de diméthyle (CH3)2Se par la respiration, ce qui donne à l'haleine une odeur alliacée,,.

### Physiologie
Dans les protéines du corps humain, le sélénium est exclusivement sous forme de sélénocystéine. Ces protéines sont alors désignées par « sélénoprotéines ». La sélénocystéine, dans des conditions de bonne santé, est sous forme ionisée, et apparaît plus efficace comme catalyseur rédox, notablement plus que la cystéine, qui contient du soufre au lieu de sélénium. Dans le cadre du repliement des protéines, elle se trouve dans le centre actif de la sélénoprotéine concernée. Dans le génome humain, 25 gènes contiennent l'information génétique pour environ 30 à 50 sélénoprotéines (techniquement, ils les codent). Dans bien des cas, plusieurs gènes codent une protéine. La fonction de 15 de ces protéines est connue au moins en partie. De façon systématique, les sélénoprotéines chez l'homme sont réparties en 17 groupes différents. À côté des glutathion-peroxydases (codées par 5 gènes), on compte les thiorédoxines réductases (3 gènes), les désiodases (3 gènes) et les sélénophosphates-synthétases. Les autres protéines sont désignées par ordre alphabétique par sélénoprotéine 15, SelH, SelI, SelK, SelM, SelN, SelO, SelP, SelR, SelS, SelT, SelV et SelW,,.
La formation des sélénoprotéines est un processus intracellulaire complexe, qui diffère fondamentalement de la biosynthèse des autres protéines. En utilisant la guanosine triphosphate, le codon-stop UGA de l'ARN messager sert de signal pour l'incorporation de sélénium. Pour ce processus, il doit y avoir trois éléments particuliers, qui sont d'ailleurs différents entre les procaryotes et les eucaryotes. Chez ces derniers, ce sont :
- un ARN messager (ARNm) portant un élément de structure secondaire spécifique appelé élément SECIS (Selenocystein Insertion Sequence) ;
- deux protéines en complexe, mSelB et SBP2, jouent respectivement le rôle de facteur d'élongation et de liaison aux éléments SECIS. Dans le cadre de cette traduction génétique de l'ARNm, l'acide aminé sélénocystéine se place dans la chaîne en formation du polypeptide[3],[5].

#### Glutathion peroxydases
Les glutathion peroxydases (GPX 1–7) contribuent à la diminution des dommages oxydatifs aux cellules et aux tissus,, en détoxifiant les lipides saturés et insaturés des membranes cellulaires. Parmi les 7 formes connues chez l'homme, 5 dépendent du sélénium (GPX 1–4 und 6).
Le GPX 1, connu notamment par le métabolisme des érythrocytes peut être trouvé dans le cytosol de la plupart des corps cellulaires. D'autres glutathion peroxydases se trouvent par exemple dans les cellules du tube digestif (GPX 2), dans le plasma sanguin (GPX 3), à la surface des membranes de diverses cellules ainsi que dans le noyau des spermatozoïdes (GPX 4), dans les cellules olfactives (GPX 6),.
La fonction fondamentale des glutathion peroxydases est de réduire le peroxyde d'hydrogène (H2O2) en eau (H2O). Cette réaction se fait avec oxydation de glutathion.
Les peroxydes existant dans les tissus du corps libèrent des radicaux d'ion hydroxyde H−O, qui conduisent à des dommages pour les cellules et les tissus. Cette réaction joue un rôle significatif dans le vieillissement des cellules et les agressions du foie (par l'alcool et les composés organochlorés). La réduction des peroxydes par les glutathions peroxydases est donc un mécanisme de protection antioxydatif. Il est en outre utile pour préserver l'intégrité des globules rouges, en protégeant les lipides de leur membrane de la peroxydation,,.

#### Désiodases

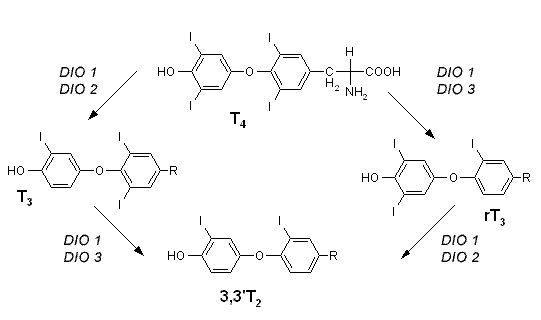
Fonction des désiodases : T_{4} : Thyroxine, T_{3} : Triiodothyronine, rT_{3} : Triiodothyronine inverse, 3,3'T_{2} : Diiodotyrosine, DIO 1–3 : Désiodase 1–3

Les désiodases sont des enzymes dépendantes du sélénium, importantes pour le métabolisme des hormones thyroïdiennes. Actuellement, on en connaît trois formes différentes (DIO 1-3). Leur fonction est la désiodisation (élimination d'atomes d'iode) des hormones thyroïdiennes, qui les active (thyroxine transformée en triiodothyronine) ou les désactive (triiodothyronine en diiodotyrosine). La désiodase de la thyroxine 5' de type 1 apparaît principalement dans le foie, les reins et la musculature. Les autres désiodases se trouvent par exemple dans le système nerveux central et dans les tissus fœtaux. Le processus de commande à la base de la formation des désiodases, et auquel participent aussi la triiodothyronine et la thyréostimuline (TSH), est encore très mal connu. Par manque de sélénium, ces enzymes sont formées préférentiellement dans de nombreux tissus (par exemple le système nerveux central),,.

#### Thiorédoxine réductases
Les thiorédoxine réductases sont des protéines qui jouent un rôle important dans le métabolisme cellulaire. Elles y jouent un rôle de catalyseur dans les réactions d'échange thiol-disulfure et sont importantes pour le repliement des protéines (formation de ponts disulfures) ainsi que pour l'enzyme ribonucléotide réductase nécessaire à la mitose. Elles apparaissent aussi bien dans le cytosol que dans le noyau cellulaire, neutralisent des espèces acides réactives, régulent les processus sensibles à l'oxydoréduction, et activent des facteurs de transcription.

### Causes de la carence en sélénium
Un apport pauvre ou extrêmement déséquilibré, mais aussi des troubles de la digestion ou des médicaments, peuvent être la cause d'un manque de sélénium. Les personnes en danger sont donc non seulement celles qui vivent dans des régions pauvres en sélénium, et les patients qui ont besoin d'une alimentation par voie parentérale,,,. L'apport en sélénium des végétariens peut être considéré comme assuré, et se situe environ au même niveau que celui des personnes qui se nourrissent d'aliments mélangés. La cause peut en être des taux d'absorption digestive différents,. Dans les régimes végétaliens, l'apport de sélénium est assuré par les noix et les graines.
Selon les résultats d'une conférence de consensus de 1997, les circonstances suivantes provoquent un haut risque de carence en sélénium à cause d'un apport diminué : nourriture extrêmement déséquilibrée (par exemple alcoolisme, nourriture par sonde ou par voie parentérale, dialyse, famine, anorexie mentale ou boulimie. Un risque de carence en sélénium causée par des pertes excessives existe en cas de diarrhée de longue durée, une mauvaise digestion (certaines perturbations digestives), abus des laxatifs, protéinurie dans certaines maladies des reins, syndrome néphrotique, bilan azoté négatif, diabète insipide, traitement aux diurétiques, fortes hémorragies (p. ex. hémorroïdes ou fortes menstruations), allaitement de longue durée, fortes brûlures ou autres traumatismes.

### Pathophysiologie
En cas de carence en sélénium, les enzymes dépendant du sélénium sont formées en moins grande quantité.
Des perturbations des enzymes dépendant du sélénium peuvent aussi se produire en cas de maladie génétique. Dans ces cas, même en cas d'apport suffisant de cet élément trace essentiel, l'activité des enzymes concernées est sensiblement diminuée. Ce genre de maladie génétique « imite » une carence en sélénium. Dans le cadre de la recherche fondamentale clinique, cette situation est utilisée pour mieux comprendre l'importance du sélénium dans la manifestation de symptômes morbides.
Il y a des indications qu'en cas de carence en sélénium, le cerveau, les glandes endocrines et les gonades sont approvisionnées de préférence. En outre, il semble qu'en période de carence en sélénium, le corps change la répartition de glutathion peroxydase 1 (GPX 1) et de désiodase 1 (Thyroxine-5' désiodase). Dans le cadre d'inflammations ou de maladies infectieuses, il y a un changement de distribution du sélénium du sang vers d'autres régions du corps (par exemple la musculature). La cause, l'importance et les conséquences de ce phénomène ne sont actuellement pas encore clarifiées.
Les glutathion peroxydases semblent être responsables de la défense contre les maladies de façon différente selon leur type. C'est ainsi que l'on a pu mettre en évidence par des expériences sur des animaux par exemple, que GPX 1 est importante pour la défense contre les virus et pour empêcher la survenue de tumeurs malignes, que la carence en GPX 2 conduit à des infections bactériennes plus nombreuses et à des altérations malignes en particulier dans le tube digestif ainsi qu'à un ralentissement de la croissance, et GPX 4 joue un rôle important dans la spermatogenèse. Des altérations des désiodases ont des conséquences sur le métabolisme des hormones thyroïdiennes et ainsi aussi sur la régulation de la température, la croissance, l'ouïe, et surtout aussi le développement du cerveau chez le fœtus.

## Tableau clinique
La carence en sélénium peut toucher divers systèmes du corps de façon différente. À la base, et en dernière analyse, on trouve des fonctions diminuées pour diverses enzymes dépendant du sélénium et leurs conséquences. L'influence souvent discutée de enzymes dépendant du sélénium sur la survenue de tumeurs malignes dépend de nombreux autres facteurs et n'est jusqu'à présent pas entièrement comprise.
Des découvertes typiques sont des modifications des ongles, une desquamation de la peau, de l'anémie, une diminution de la qualité du sperme, des maladies de foie, des perturbations de la croissance et de l'ossification, ainsi que des perturbations fonctionnelles douloureuses et des maladies structurelles des muscles (myopathies). Ces dernières, dans bien des cas, altèrent la capacité des patients à marcher. Si la musculature du cœur est concernée (cardiomyopathie ou dégénérescence du muscle cardiaque), des perturbations de la fréquence cardiaque ou une insuffisance cardiaque peuvent survenir. Chez les enfants et les jeunes, la carence chronique en sélénium peut faire craindre en outre des maladies des os, des cartilages et des articulations, ainsi que le nanisme (maladie de Kashin-Beck),,. Une carence latente ne peut pas être diagnostiquée uniquement à l'aide de signes cliniques.
Chez les mammifères, la carence en sélénium peut conduire aussi bien à des nécroses du foie qu'à une survenue importante de cancer du foie. Ensuite, elle peut altérer la maturation des spermatozoïdes, et ainsi conduire à la stérilité. En outre, la carence en glutathion peroxydases dans le cristallin est rendue responsable de survenue plus fréquente de la cataracte.

### Musculature cardiaque et squelettique
Le mécanisme des atteintes à la musculature cardiaque et squelettique par manque de sélénium n'est pas encore clarifié, mais les muscles présentent (chez l'homme et l'animal) une pâleur caractéristique. Dans des expériences sur animaux, avec alimentation essentiellement sans sélénium, mais administration suffisante de toutes les autres fractions essentielles de l'alimentation, il a été noté des augmentations de l'activité enzymatique de l'aspartate aminotransférase et de la créatine kinase symptomatiques de dommages aux muscles. On peut aussi démontrer des augmentations correspondantes de l'activité chez l'homme en cas de carence en sélénium.
Chez les hommes atteints de troubles musculaires par carence en sélénium par troubles digestifs ou alimentation parentérale, on a pu atteindre une amélioration seulement par administration de sélénium. Mais inversement comme les patients atteints de ces formes de carence en sélénium provoquées par l'alimentation ne souffrent pas tous de troubles musculaires, il faut conclure que d'autres facteurs (p.ex. infections virales) y prennent part par ailleurs. Les maladies musculaires où la carence en sélénium semble la (une) cause sont connues en médecine vétérinaire chez les ruminants, les porcs et les dindons. On les connaît sous les noms de maladie des muscles blancs, dystrophie musculaire nutritive ou dystrophie musculaire enzootique,,.
Comme cause pour les dommages musculaires, on discute de la diminution de la sélénoprotéine N qui dépend du sélénium. Des mutations du gène codant la sélénoprotéine N, SEPN1, sont décrites en rapport avec une série de myopathies innées, la plupart du temps héréditaires et autosomiques récessives, apparaissant en partie aussi avec une cardiomyopathie héréditaire. On y compte la myopathie congénitale à multicores, la myopathie congénitale à cores centraux (RSMD1), et la myopathie reliée à la desmine avec inclusions semblables à des corps de Mallory.
La sélénoprotéine N se trouve dans le réticulum endoplasmique, sa fonction est inconnue. Des maladies du système nerveux provoquées par la carence en sélénium peuvent être la cause de dommages musculaires,. On trouve aussi dans la musculature de la sélénoprotéine P, dont on suppose de même qu'elle peut être (co-)responsable pour des maladies musculaires survenant lors de carence en sélénium.

#### Maladie de Keshan
La maladie classiquement attribuée à la carence en sélénium est désignée par maladie de Keshan. Elle survient pour un apport journalier inférieur à 10 µg (taux de sélénium dans le sérum sanguin inférieur à 20 μg/l),,, et se traduit typiquement par une insuffisance cardiaque causée par une cardiomyopathie de dilatation. La cause des perturbations de la fréquence cardiaque et de l'insuffisance cardiaque est que des parties du myocarde se nécrosent et meurent,,. Les altérations du cœur ressemblent du point de vue histologique à celles de l'ataxie de Friedreich,.

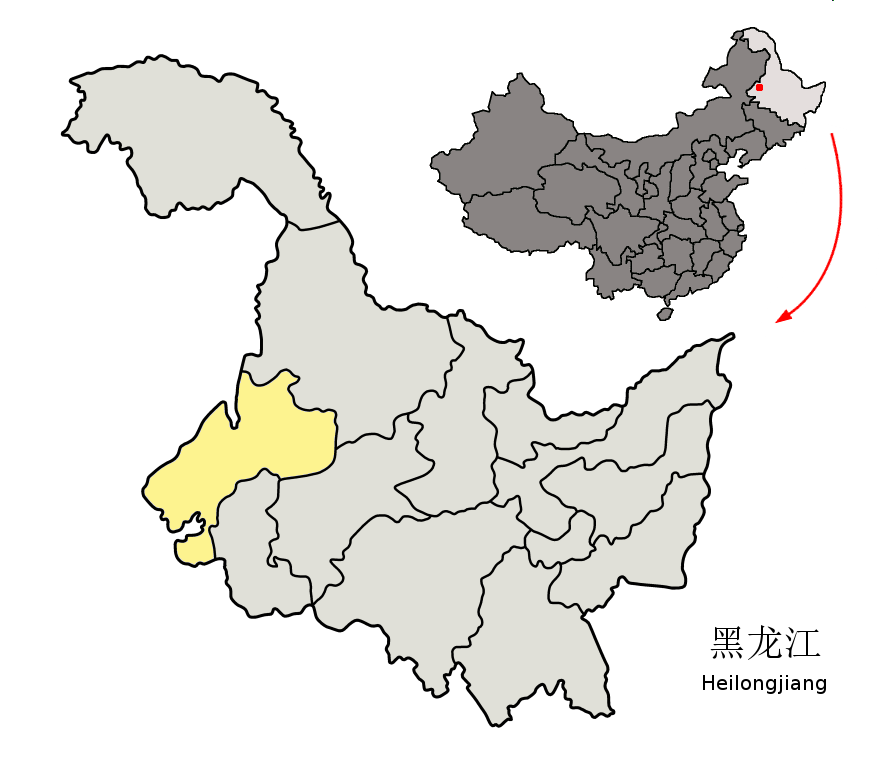
Situation géographique du district de Keshan dans la province chinoise de Heilongjiang

Cette maladie a été observée avant tout chez les enfants et les femmes vivant dans les régions de Chine où l'apport de sélénium dans la nourriture est particulièrement faible. Le nom est tiré du district de Keshan, pauvre en sélénium, dans la province chinoise de Heilongjiang,.
On a supposé que les dommages aux membranes cellulaires proviennent d'une activité diminuée des enzymes séléniées antioxydantes. Mais en particulier, des expériences sur des animaux indiquent qu'un lien entre carence en sélénium et infection par un virus de Coxsackie, d'une part, et inflammation du myocarde et développement d'une cardiomyopathie dilatative (caractéristiques de la maladie de Keshan), d'autre part, la carence en sélénium étant la cause possible d'un mécanisme de défense altéré,. Une autre cause supposée, connue grâce à des expériences sur animaux, est la diminution de la fonction de  thiorédoxine réductases (TrxR2).
La thérapie de substitution du sélénium empêche la progression des maladies, mais ne provoque pas la régression d'une maladie déjà déclarée. L'apport de compléments nutritifs au sélénium pour les personnes vivant dans des zones correspondantes pourrait complètement éradiquer la maladie de Keshan.

#### Maladie coronarienne
Une diminution de l'activité de la glutathion peroxydase (GPX 3) dans le sérum, qui arrive typiquement par carence en sélénium, est considérée comme un facteur de risque pour les maladies coronariennes. De bas taux du sélénium dans le sang ont une corrélation statistique avec une fréquence accrue de maladie coronarienne ; les données à ce sujet ne sont pas uniformes, si bien que l'on ne peut pas actuellement recommander de mesures préventives au moyen de médicaments contenant du sélénium,.

### Thyroïde
Dans la thyroïde se trouve une quantité particulièrement grande de sélénium. Il a une importance particulière pour la thyroïde, ses atteintes et maladies. Une survenue commune de carence en sélénium et en iode peut renforcer l'expression du crétinisme myxœdémateux,.

#### Désiodases
Les désiodases sont des enzymes dépendant du sélénium donc la fonction cliniquement la plus évidente est la transformation de l'hormone thyroïdienne thyroxine (T4) dans la triiodothyronine (T3) dix fois plus efficace. C'est pourquoi une carence en sélénium contribue à une formation diminuée de T3, et ainsi à l'apparition d'une hypothyroïdie,,.
La recherche médicale fondamentale a montré qu'une mutation du gène provoquant une diminution de la quantité ou de la fonctionnalité de la protéine dépendant du sélénium, l'élément SECIS 2 (SBP2 — responsable pour la traduction des sélénoprotéines) peut aussi susciter une diminution correspondante des désiodases.

#### Autoanticorps
L'administration de sélénium empêche la formation d'autoanticorps contre la thyroperoxydase. Il y a des indications vers une survenue plus fréquente de goitre dû à la carence en iode, ou la thyroïdite de Hashimoto (maladie autoimmune de la thyroïde) en cas de carence en sélénium.

#### Stress oxydant
Dans le cadre de la production d'hormones thyroïdiennes dans les cellules épithéliales des follicules thyroïdiens, il se fabrique de grandes quantités de radicaux oxygénés et de peroxydes (stress oxydant), qui sont dans des conditions normales, capturés par des peroxydases contenant du sélénium. En cas de carence en sélénium, la concentration de ces enzymes est diminuée, cela provoque des dommages aux cellules et la fréquence des cancers de la thyroïde augmente. Chez les enfants, de tels cas peuvent conduire à une atrophie de la thyroïde.
On discute en outre pour savoir si une carence en sélénium supplémentaire ne favorise pas la charge en radicaux par carence en iode, et par là l'autonomie de la thyroïde. Celle-ci est une mise hors fonction du système de régulation du système hormonal thyroïdien. Celui-ci vise à établir une quantité optimale d'hormones thyroïdiennes dans le sang :
- L'hypothalamus produit l'hormone (TRH) de production de la TSH.
- L'hypophyse stimulée par la TRH déverse dans le sang l'hormone de contrôle thyréostimuline (TSH).
- La TSH stimule la production par la thyroïde de thyroxine (T4) et de triiodothyronine (T3).
- Mais T4 freine la production de TSH (rétroaction négative), ce qui provoque une régulation du taux d'hormones thyroïdiennes dans le sang.
- Pour ajuster les taux d'hormones thyroïdiennes, l'hypothalamus règle la production de TRH en fonction de ce taux.

### Autres systèmes d'organes et fonctions du corps

#### Croissance
À côté de l'influence décrite ci-dessus sur les hormones thyroïdiennes, la carence en sélénium contribue aussi à une faiblesse de la musculature. Dans des expériences sur animaux, cette carence a conduit à un déficit de croissance et à une prise de nourriture diminuée.
La carence en sélénium est considérée comme une cause importante de maladies des os, des cartilages et des articulations (désignées techniquement par ostéoarthropathies ou ostéochondropathies), qui surviennent dans ces cas souvent en connexion avec un retard de croissance. Ce tableau clinique est désigné par maladie de Kashin-Beck, et se distingue en particulier par des articulations déformées aux extrémités. Mais on discute pour savoir si cette maladie ne suppose pas la responsabilité conjointe d'une disposition génétique ou d'une infection virale (virus coxsackie A),,.

#### Système nerveux
Il y a des indications qu'à côté d'une série de maladies musculaires, il peut survenir des atteintes nerveuses dues à la carence en sélénium. Des expérimentations animales montrent que cette carence ne conduit pas directement à des dommages, mais rend le cerveau plus sensible vis-à-vis des neurotoxines, et provoque plus d'ischémies. La responsabilité en revient à l'activité réduite de la glutathion peroxydase 1 (GPX 1) par carence en sélénium. Les perturbations des désiodases influencent le métabolisme des hormones thyroïdiennes et donc le développement du cerveau dès la phase embryonnaire.

#### Reproduction
Les enzymes dépendant du sélénium ont une importance essentielle pour la production des spermatozoïdes. En outre, il y a des indications que la carence en sélénium provoque une diminution de la mobilité des spermatozoïdes.
Une altération génétiquement conditionnée de l'enzyme glutathion peroxydase 4 (GPX 4), dépendant du sélénium, conduit à une diminution de la fertilité masculine et une qualité diminuée du sperme.

#### Système immunitaire
Le sélénium possède une action modulant l'immunité et il y a des indications que la carence en sélénium altère le système immunitaire. Un apport supplémentaire de 100 µg/j de sélénium a conduit dans le cadre d'une infection virale expérimentale à une augmentation des cytokines et à une multiplication des lymphocytes NK.
L'expérimentation animale indique que la réponse immunitaire cellulaire (par exemple contre le cryptosporidium parvum) est affaiblie et certains virus, sans doute en raison de cette faiblesse de la défense, augmentent en virulence. Cette circonstance peut être (en partie) source de maladies (par exemple du cœur).
Des études épidémiologiques ont montré un rapport entre carence en sélénium et survenue augmentée de cancers : prostate, côlon, sein, ovaire et poumon. Chez les animaux, mais pas chez l'homme, l'incidence des cancers peut être réduite par un enrichissement de la nourriture en sélénium. Parmi les causes possibles, on discute d'une diminution de l'effet antioxydant des glutathion peroxydases, une défense insuffisante contre les états précancéreux, ou une modification des mécanismes de réparation de l'ADN.

#### Foie
La carence en sélénium favorise la survenance d'une nécrose du foie. L'expérimentation animale a pu démontrer que la carence en sélénium peut être une cause possible dans ce cas par diminution de l'activité des glutathion peroxydases. Dès les années 1950, les expérimentations animales établissent le fait que l'administration de sélénium (alors dénommé « facteur 3 ») peut empêcher la mort des cellules dans ces conditions d'alimentation. Une autre indication sur l'effet protecteur du sélénium est fourné par la diminution de la fréquence de survenue d'une certaine forme de cancer du foie dans les régions de carence extrême en sélénium de Chine. On considère que la cause de la survenue de ce cancer y est l'hépatite B, très répandue dans ces régions, et simultanément le haut contenu en aflatoxines de l'alimentation.

#### Sang
La carence en sélénium peut être considéré comme un facteur autonome pour la survenue d'une anémie, chez l'homme comme chez l'animal. On peut considérer comme cause possible la diminution de la glutathion peroxydase 1 (GPX 1) dans les globules rouges, parce qu'il y a des indications que l'administration de sélénium protège ces cellules du sang de la destruction par le stress oxydant. Une autre cause possible, connue par l'expérimentation animale, est une diminution de la fonction de la thiorédoxine réductase (TrxR2), dépendante du sélénium, ce qui gêne la production des globules.

## Méthodes de recherche
Des indications appropriées et pertinentes sur le contenu en sélénium du corps viennent du taux de sélénium sanguin (dans le plasma ou dans l'hémoglobine des érythrocytes). Une valeur repère fiable pour quantifier l'apport instantané est donnée par le dosage de la sélénoprotéine P dans le sang, mais pour la situation à plus long terme, c'est le contenu dans les ongles ou les cheveux.
Les enzymes dépendant du sélénium sont formées en plus faible quantité en cas de carence en sélénium. Cela se reconnaît à une activité enzymatique diminuée de façon mesurable, et donc une preuve indirecte appropriée est aussi l'activité des glutathion peroxydases dans le plasma sanguin ou les érythrocytes.
Le taux de sélénium sanguin en Allemagne se situe environ entre 60  et   80 µg/ℓ et aux États-Unis entre 100  et   180 µg/ℓ. Pour des valeurs inférieures à 50 µg/ℓ, on peut observer des limitations des fonctions enzymatiques (glutathion peroxydases). Pour obtenir cette valeur limite, il faut une prise de 0,67 µg/j de sélénium par kg de poids corporel. Pour atteindre la valeur optimale d'activité de glutathion peroxydase (GPX 3) dans le sérum, il faut cependant atteindre un apport quotidien de 1 µg de sélénium par kg de poids corporel. Pour l'interprétation, il faut faire attention à ce que l'activité de la glutathion peroxydase GPX 3 dans le plasma dépend du fonctionnement des reins et du contenu en sélénium des tubules rénaux. Elle atteint rapidement, dès un apport en sélénium devenu bon, une valeur normale. Les paramètres correspondants à partir des érythrocytes (temps de vie environ de 3 mois), montrent la situation moyenne des apports pendant environ 90 jours avant le dosage,,,.

## Thérapeutique
Pour le traitement des maladies dues à la carence en sélénium il faut d'une part, remédier aux causes en apportant suffisamment de sélénium, mais aussi on indique des mesures symptomatiques pour le traitement des conséquences.

### Prévention
Le but des mesures préventives est d'assurer un apport journalier suffisant de sélénium dans l'alimentation. Dans les régions pauvres en sélénium, l'enrichissement des engrais est aussi approprié. Par exemple, en Finlande, où les sols et les eaux de boisson ne contiennent que peu de sélénium, on a incorporé du sélénate de sodium aux engrais artificiels, ce qui a permis un apport amélioré de cet élément trace essentiel à la population. Le contenu de sélénium dans le lait dépend directement de sa proportion dans le fourrage animal utilisé. C'est ce rapport que l'on a justement utilisé en Finlande, mais aussi en Suède, pour améliorer l'apport à la population.

### Substitution du sélénium
Les seules indications certaines jusqu'à présent pour l'utilisation de préparation contenant du sélénium sont une carence manifeste en sélénium, et la maladie de peau dermite séborrhéique, en applications locales,. L'utilisation pour la thyroïdite de Hashimoto ou la prévention du cancer est sujette à caution (voir ci-dessus). L'administration journalière de 200 µg de sélénium est recommandée comme thérapie adjuvante simple et économique pour l'infection à VIH, car les effets positifs sur la charge virale et les lymphocytes T auxiliaires ont été démontrés. Un surdosage d'aliments ou de médicaments contenant du sélénium peut conduire à la sélénose.

#### Cancer
On ne peut pas donner de recommandation générale pour les compléments alimentaires contenant du sélénium pour prévenir les cancers:
- La prise de ces compléments diminue chez certains groupes de patients la survenance de cancers de la prostate, du poumon ou de l'intestin ;
- A contrario, une supplémentation en sélénium et en vitamine E, même à faible dose, augmente le risque de développer un cancer de la prostate si ces compléments alimentaires sont pris sans qu'il y ait de carence avérée[51] ;
- La supplémentation en sélénium n'a aucune influence sur l'incidence du cancer de la peau[52] ;
- Les phases préliminaires du cancer de l'oropharynx répondent au sélénium[53].

#### Thyroïdite autoimmune
On a pu montrer que pour une large majorité de patients atteints de thyroïdite de Hashimoto, une maladie autoimmune de la thyroïde, l'apport quotidien de 200 µg de sélénium conduit à une diminution notable des anticorps anti-thyroperoxydase (anti-TPO) et à une normalisation de l'image échographique. Pour les patients atteints de thyroïdite de Hashimoto, on recommande donc une administration journalière accrue de sélénium (enfants : 50 µg, jeunes : 150 µg, adultes : 200 µg),, mais d'autres sources considèrent le statut des recherches comme insuffisant pour recommander l'administration de sélénium. En tout, on n'a pas pu montrer que le processus autoimmun à la base de la thyroïdite de Hashimoto entre en rémission, ou qu'une diminution de la fonction thyroïdienne (hypothyroïdie) puisse être finalement empêchée. Ce n'est que chez les patients avec un niveau d'anticorps très élevé que l'on peut montrer un effet, et aucun chez les enfants et les jeunes. Dans une étude, on a rapporté l'effet positif d'une thérapie au sélénium pour une orbitopathie endocrine. En résumé, Grünwald et Derwahl viennent à la conclusion que dans la thyroïdite de Hashimoto, l'action de la thérapeutique au sélénium n'a pas d'action scientifiquement prouvée sur le processus immun ni sur la perte de fonction de la thyroïde. Il s'ébauche donc une attitude circonspecte face à la thérapie au sélénium.
Chez des femmes enceintes positives pour les anticorps anti-thyroperoxydase l'administration de sélénium a pu diminuer significativement la thyroïdite du post-partum et l'hypothyroïdie. Il est donc recommandé aux enceintes fortement positives pour les anticorps anti-thyroperoxydase, il est souvent recommandé des compléments alimentaires au sélénium. Pour le traitement d'un crétinisme consécutif à une carence combinée en iode et en sélénium, il faut faire attention à ce que le sélénium ne soit administré que quand le niveau d'iode est rétabli à la normale. Sinon, la reprise de l'activité des désiodases conduit à une nouvelle perte d'iode à partir de la thyroïde endommagée.

## Aspects historiques
La découverte du sélénium comme élément chimique remonte à Jöns Jacob Berzelius en 1817. Klaus Schwarz et Calvin M. Foltz trouvent en 1957 que le sélénium est un élément-trace essentiel. Ils ont montré sa fonction protectrice contre une certaine forme de maladie du foie (nécrose hépatique CIM K71.1). Les premières protéines contenant du sélénium ont été découvertes en 1973 chez des unicellulaires et classées en glutathion peroxydases. En 1990 on a réussi à démontrer que la désiodase la plus importante pour la fonction des hormones thyroïdiennes (le type 1), dépend du sélénium. Jusqu'en 2006, trois gènes ont pu être décrits pour les isoenzymes correspondantes,.
La maladie de Keshan a été décrite pour la première fois en 1935. En 1964, sa survenance fréquente en corrélation avec une maladie musculaire des animaux (maladie des muscles blancs) a été remarquée. En 1965, un médecin de campagne de la province du Shanxi, dont le nom est tombé dans l'oubli, soigne une maladie du cœur pour la première fois avec du sélénite de sodium. Peu après, l'Académie chinoise des sciences médicales confirme le rapport entre carence en sélénium et maladie de Keshan. Entre 1974 et 1977, une étude prospective sur les enfants dans les districts endémiques de la province du Sichuan a été conduite, pour documenter la diminution de la morbidité et de la mortalité, ainsi que d'une amélioration de son évolution clinique.
En 1979, Andre M. van Rij, dans son étude de cas sur des patients alimentés artificiellement par nutrition parentérale pauvre en sélénium, constate la survenue d'une dystrophie musculaire, clairement diminuée par apport de sélénium,.